# Madre Carey
Madre Carey (en inglés, Mother Carey) es un ente sobrenatural que personificaba la crueldad y la amenaza del mar en la imaginación de los marineros angloparlantes de los siglos XVII y XIX. Se la consideraba un augurio de tormenta, y como personaje era similar a Davy Jones (que podía ser su marido).

## Historia
Su nombre parece estar derivado de la expresión latina Mater cara ("Madre Preciada"), utilizado a veces en referencia a la Virgen María. 
John Masefield la describió en el poema Mother Carey (as told me by the bo'sun) ("Madre Carey (como me lo contó el contramaestre)") de su colección Salt Water Ballads (1902). En él, la describe a ella y Davy Jones como una pareja temible, responsable de tormentas y naufragios.
En un poema de C. Fox Smith, titulado Mother Carey, llama a los marineros ancianos para que vuelvan al mar. También aparece como un hada en Los niños del agua de Charles Kingsley. En el libro, vive cerca del Polo Norte. Aparece en una de las ilustraciones de Jessie Willcox Smith para este libro.
A los paíños, que los marineros consideran las almas de sus compañeros fallecidos, se los llama los pollos de Madre Carey. Los petreles gigantes son conocidos como «los gansos de Madre Carey». The Seaman's Manual (1790), del teniente Robert Wilson (RN), define el término «hijos de Madre Carey» como "el nombre dado por los marineros ingleses a las aves que auguran la llegada de una tormenta".
En el capítulo 113 de Moby Dick, el capitán Ahab interroga así al herrero, el señor Perth, sobre las chispas que salen de su martillo: "¿Son estos tus polluelos de Madre Carey, Perth? Siempre vuelan a tu paso; son aves de buen augurio, también, pero no para todos; mira, arden; pero tú... tú vives entre ellas sin quemarte".
Ernest Thompson Seton describe su libro Woodland Tales como una colección de "Cuentos de Madre Carey". En su obra, la Madre Carey es un ente de la Madre Naturaleza, el "Ángel de lo Salvaje", que favorece a los fuertes y prudentes, pero destruye a los débiles: "Ella te ama, pero mucho menos de lo que ama a tu raza. Si no eres prudente, y si le parece lo más adecuado, dejará caer una lágrima suya y te aplastará hasta convertirte en polvo".